# Jürgen Peiffer
Ernst Jürgen Degenhart Peiffer (* 1. Dezember 1922 in Berlin; † 11. Dezember 2006 in Tübingen) war ein deutscher Neurologe, Neuropathologe und Hirnforscher, der neben seinen wissenschaftlichen Arbeiten auch wissenschaftshistorische Arbeiten zur Geschichte der Hirnforschung und zur Geschichte der Euthanasie in Deutschland veröffentlicht hat.

## Leben
Peiffer absolvierte das Abitur am Eberhard Ludwigs-Gymnasium in Stuttgart; direkt nach der Schulzeit wurde er zum Arbeits- und Wehrdienst eingezogen. Das Ende des Zweiten Weltkriegs erlebte er als Oberleutnant und Chef einer Panzerkompanie. Unmittelbar danach studierte er Medizin in München. Er wurde Volontärassistent an der Universitäts-Nervenklinik in München, wo sein Interesse für Neurologie gefestigt wurde. Danach wechselte er für vier Jahre in die Abteilung für Klinische Neurophysiologie der Universität Freiburg und danach an die Deutsche Forschungsanstalt für Psychiatrie (heute das Max-Planck-Institut für Psychiatrie).
Anschließend ging er an die Universitäts-Nervenklinik in Würzburg und wurde 1959 Facharzt für Nerven- und Gemütskrankheiten. 1961 habilitierte er sich für die Fächer Neurologie und Psychiatrie in Würzburg. Zwischen 1963 und 1964 war er Leitender Oberarzt an der Neurologischen Universitätsklinik der Universität Gießen, wo er am Aufbau der ersten neurologischen Intensivstation beteiligt war.
1964 nahm er den Ruf an die Universität Tübingen an, wo er ordentlicher Professor für Neuropathologie und Direktor des Instituts für Hirnforschung wurde und bis zu seiner Emeritierung (1988) auch blieb. Er forschte vor allem über Epilepsie, seine Arbeiten darüber wurden mit mehreren Preisen ausgezeichnet.
Am Tübinger Institut für Hirnforschung arbeitete Peiffer vor allem über die Differenzierung und Früherkennung genetisch bedingter Hirnerkrankungen und mit genetisch bedingten Stoffwechselerkrankungen. Für die Bearbeitung dieser Fragestellungen schuf er eine neue Form der Zusammenarbeit zwischen theoretischen Wissenschaftlern und Klinischen Forschern, das später oft als „Tübinger Modell“ bezeichnet wurde. Dafür gründete er am Institut eine eigene Sektion Neurochemie, die von Klaus Harzer geleitet wurde. Dieses Modell wurde wegweisend für die Diagnostik von Stoffwechselerkrankungen in ganz Deutschland.
Im Jahr 1976 untersuchte er im Auftrag der Stuttgarter Staatsanwaltschaft das Gehirn von Ulrike Meinhof, die sich zuvor in der Haft das Leben genommen hatte. Peiffer kam zu dem Schluss, dass aus nervenfachärztlicher Sicht (…) Hirnschäden des hier nachgewiesenen Ausmaßes und entsprechender Lokalisation unzweifelhaft Anlass gewesen [wären], im Gerichtsverfahren Fragen nach der Zurechnungsfähigkeit zu begründen, eine Aussage, die nach einem Bericht des Spiegel bis in das Jahr 2002 nicht veröffentlicht wurde.

## Engagement in der akademischen Selbstverwaltung
Neben seiner wissenschaftlichen Arbeit war Peiffer auch in der Akademischen Selbstverwaltung aktiv. Während der Studentenbewegung amtierte er 1968 als Prorektor der Universität und war 1969 Dekan der Medizinischen Fakultät. Von Mai 1970 bis Juni 1971 war er Rektor der Universität und ging als „Rektor des Ausgleichs“ in die Geschichte der Universität Tübingen ein. Weiterhin war er Mitglied im Wissenschaftsrat, Mitglied im Senat der Max-Planck-Gesellschaft und im wissenschaftlichen Beirat der Bundesärztekammer.

## Arbeiten über die Geschichte der Hirnforschung und die „Euthanasie“ im NS-Regime
Nach seiner Emeritierung im Jahr 1988 widmete sich Peiffer der oft schuldhaften Verstrickung der Medizin und vor allem der Hirnforschung in der NS-Herrschaft. Seine Forschungsarbeiten wurden zum Teil durch die Deutsche Forschungsgemeinschaft finanziert; außerdem war er Gastwissenschaftler bei der unabhängigen Kommission „Kaiser-Wilhelm-Gesellschaft im Nationalsozialismus“, die im Auftrag des Präsidenten der Max-Planck-Gesellschaft die Geschichte der Kaiser-Wilhelm-Gesellschaft in der NS-Zeit untersuchte. Hier veröffentlichte er mehrere Arbeiten, so etwa die Studie „Wissenschaftliches Erkenntnisstreben als Tötungsmotiv? Zur Kennzeichnung von Opfern auf deren Krankenakten und zur Organisation und Unterscheidung von Kinder-„Euthanasie“ und T4-Aktion“.
In Tübingen war Peiffer „maßgeblich daran beteiligt“, Hirn-Präparate von NS-Opfern auf dem Gräberfeld X (= römisch 10) des Tübinger Stadtfriedhofes beerdigen zu lassen.

## Mitgliedschaften in Akademien
Seit 1973 war er ordentliches Mitglied der Heidelberger Akademie der Wissenschaften.

## Auszeichnungen
Peiffer wurde u. a. 1963 – als erster Preisträger gemeinsam mit dem deutschen Neuropädiater und Epileptologen Hermann Doose – mit dem Michael-Preis der Stiftung Michael sowie 1999 mit der Ehrenmitgliedschaft der Deutschen Sektion der ILAE (seit 2004: Deutsche Gesellschaft für Epileptologie) ausgezeichnet.

## Schriften (Auswahl)
- Wissenschaftliches Erkenntnisstreben als Tötungsmotiv? Zur Kennzeichnung von Opfern auf deren Krankenakten und zur Organisation und Unterscheidung von Kinder-„Euthanasie“ und T4-Aktion, Heft 23 in der Reihe „Ergebnisse“ des Forschungsprogramms „Geschichte der Kaiser-Wilhelm-Gesellschaft im Nationalsozialismus“, Berlin 2005 Online, PDF, 4MB
- Hirnforschung in Deutschland 1849 bis 1974: Briefe zur Entwicklung von Psychiatrie und Neurowissenschaften sowie zum Einfluss des politischen Umfeldes auf Wissenschaftler, Springer, Berlin etc. 2004 (Reihe: Schriften der Mathematisch-naturwissenschaftlichen Klasse der Heidelberger Akademie der Wissenschaften ; Nr. 13), ISBN 3-540-40690-5.
- (Hrsg.): Neuropathologie: morphologische Diagnostik der Krankheiten des Nervensystems und der Skelettmuskulatur, 3. völlig neu bearb. Auflage, Berlin etc. Springer 2002, ISBN 3-540-41333-2.
- Hirnforschung im Zwielicht. Beispiele verführbarer Wissenschaft aus der Zeit des Nationalsozialismus: Julius Hallervorden – H.-J. Scherer – Berthold Ostertag, Husum: Matthiesen 1997, ISBN 3-7868-4079-2.[5]
- Vergangenheit, gebrochner Spiegel: Erinnerungen, Tübingen: Klöpfer und Meyer 2000, ISBN 3-931402-61-4.
- (als Hrsg. und Mitautor): Erlebte Geschichte. Zeitzeugen berichten in einer Tübinger Ringvorlesung. Verl. Schwäbisches Tagblatt, Tübingen 1994, ISBN 3-928011-14-6.
- Neuronale Schäden durch Epilepsien. Thieme, Stuttgart 1993, ISBN 3-13-797001-6.
- (Hrsg.): Menschenverachtung und Opportunismus: zur Medizin im Dritten Reich, Tübingen: Attempto-Verlag 1992, ISBN 3-89308-135-6.
- Die Vertreibung deutscher Neuropathologen 1933–1939. In: Der Nervenarzt. 69. 2 (1998), S. 99–109, doi:10.1007/s001150050245.
- Hirnalterung. Schicksal und Krankheit der Menschen. Huber, Bern 1981, ISBN 3-456-81040-7.
- Fakten und Fiktionen. Wandlungen im Sinnhorizont und Selbstverständigung, in den Aufgaben und der sozialen Gebundenheit des Hochschullehrers. In: Johannes Neumann (Hrsg.): Wissenschaft an der Universität heute. Attempto-Verlag, Tübingen 1977, S. 227–289, ISBN 3-921552-01-X.
- (zus. mit Ulrich Wirth): Struktur und Umfang der Arbeitsbelastung des Lehrkörpers an der Universität Tübingen. HIS, Hannover 1971.
- Morphologische Aspekte der Epilepsien. Pathogenetische, pathologisch-anatomische und klinische Probleme der Epilepsien (= Monographien aus de Gesamtgebiete der Neurologie und Psychiatrie, Bd. 100). Springer, Heidelberg 1963.